# Workprint

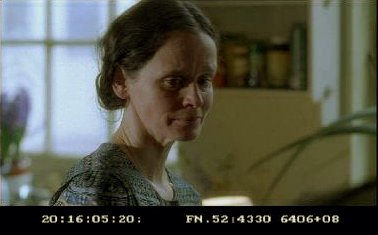
Zrzut ekranu z kopii roboczej filmu z widocznym kodem czasowym.

Workprint lub cutting copy (pol. kopia robocza lub musterkopia) – nieukończona jeszcze wersja filmu, poddawana dopiero obróbce przez reżysera oraz montażystę. Składa się z wybranych ujęć pochodzących z tzw. dailies, czyli materiału filmowego nakręconego podczas poszczególnych dni zdjęciowych. Kopia robocza jest stopniowo przycinana od postaci rough cut (próbnego montażu) do wersji fine cut (ostatecznej wersji montażowej) i służy następnie za wzorzec dla dystrybuowanych w kinach kopii eksploatacyjnych.
Filmy w wersji roboczej stają się niekiedy obiektami poszukiwanymi przez kolekcjonerów i krążą w obiegu pirackim. Jednym z przykładów tego rodzaju kopii obecnych w obiegu nieformalnym jest trwająca 289 minut wczesna wersja robocza filmu Czas apokalipsy (1979) w reżyserii Francisa Forda Coppoli, zawierająca wiele scen, które nie znalazły się w ostatecznej wersji kinowej. Do innych roboczych kopii filmów cyrkulujących w obiegu pirackim wliczyć można: Oto Spinal Tap (1984), Miasteczko Halloween (1993), Maska (1994), Podziemny krąg (1999), czy też Halloween (2007).